# المنزل الطائر
المنزل الطائر (باليابانيّة: トンデラハウスの大冒険) هو مسلسل أنيمي مكوّن من 52 حلقة من إنتاج تاتسونكو برودكشن وعرض البث الأول بين أبريل 1982 ومارس 1983 وعرض على تلفزيون طوكيو، ووزعتها فيما بعد شبكة البث المسيحية في الولايات المتحدة. في عام 2010 وضعت شبكة البث المسيحية 52 حلقة متاحة للعرض على الإنترنت. حاليًا يتم بث إعادة العرض على قناة تلفزيونية المسيحية المحلية في ولاية فلوريدا «الحياة الجيدة 45».

## مواقع خارجية
- The Flying House episodes viewable online at CBN.com
- المنزل الطائر (أنمي) في شبكة أخبار الأنمي
- The Flying House at CEGAnMo.com
- المنزل الطائر على موقع IMDb (الإنجليزية)
- المنزل الطائر على موقع ليتربوكسد (الإنجليزية)
- المنزل الطائر على موقع كينوبويسك (الروسية)
- المنزل الطائر على موقع قاعدة بيانات الفيلم (الإنجليزية)
- المنزل الطائر على موقع ANN anime (الإنجليزية)
- The Flying House TV Listing at SmileOfAChildTV.org
- The Flying House TV Listing at TBN.org